# 上盖克勒
上盖克勒是德国莱茵兰-普法尔茨州的一个市镇。总面积6.35平方公里，总人口178人，其中男性104人，女性74人（2011年12月31日），人口密度28人/平方公里。